# ATI Multi-Rendering
ATI Multi-Rendering (AMR) ist eine Multi-GPU-Technik von ATI Technologies (jetzt AMD) um mehr als eine Grafikkarte zu betreiben und deren Renderleistung zu kombinieren. Erstmals eingesetzt wurde AMR im Jahr 2002.
ATI setzt bei AMR nur auf SuperTiling und die Technik wurde vor allem von Evans & Sutherland für kommerzielle Flugsimulatoren eingesetzt.
Im Jahr 2005 wurde dann eine überarbeitete Version von AMR als ATI Crossfire für den Massenmarkt angeboten.